# Házi lúd

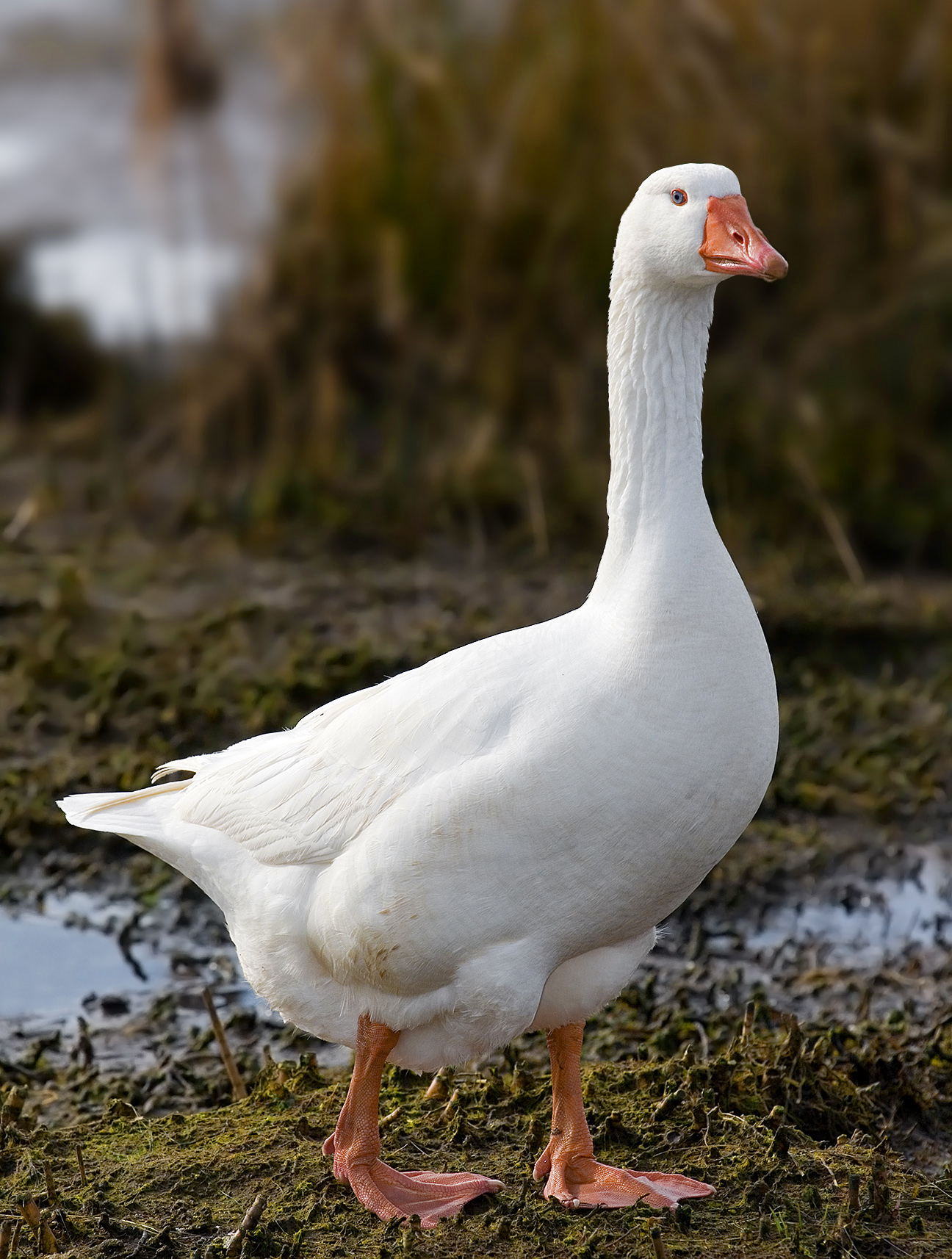

A házi lúd az egyik legrégebben háziasított baromfi. Az európai fajtákat (Anser anser domestica) a nyári lúd (Anser anser), az ázsiaiakat és amerikaiakat a bütykös lúd (Anser cygnoides, Cygnopsis cygnoides) háziasításával hozták létre. A lúd szinonimája a közismert liba elnevezés.

## Megnevezései
A nőivarú ludat tojónak, a hímet gúnárnak nevezzük.
Életkor szerint:
- naposliba a kikelt, 48 óránál nem idősebb, még nem etetett állat,
- kisliba az 1–4 hetes, még az előnevelőben tartott állat,
- növendék 1–8 hetes kortól a törzsesítésig tartó időszakban,
- törzspótló a továbbtenyésztésre szánt.

A hasznosítás jellege szerint:
- húslúd,
- pecsenyelúd,
- toll-lúd,
- májalapanyag stb.

### Húslúd
Egy-három tépés után kerül vágóra. Mellehúsa a pecsenyelúdénál jóval nagyobb.

### Pecsenyelúd
Hét-nyolchetes koráig intenzív technológiával nevelt állat. Az első vedlés (9 hetes kor) előtt értékesítik; élő tömege 8 hetesen több mint 4 kg, tollazata ép, fehér, érett, géppel kopasztható. Testét 1–4 mm vastag zsírréteg fedi, a bőre sárga.

### Májalapanyag
A hasznosítási iránynak megfelelően nevelt, többnyire töméssel hizlalt lúd. Mivel a máj mérete a genetikai adottságokon túl számos környezeti tényezőtől függ, fontos szempont:
- a fajta megválasztása,
- a nevelés időtartama,
- a technológia és
- a tömés előkészítése.

Nevelésekor a fő cél a máj parenchima állományának fejlesztése, a zsírfelvevő képesség növelése; ehhez a vastagabb nyelőcsövű fajták alkalmasabbak. Az idősebb állatok hizlalásának átlagos ideje 24–26 nap, a fiataloké 10–18 nap.

## Állomány
A házi ludat főként tojásuk és húsuk miatt tenyésztik. 2021-ben a házi lúdból 40 országban tartottak, és az éves állomány nagysága meghaladta a 363 millió darabot.
A világ legnagyobb házilúd-tartói közé tartozik Kína, Mozambik, Egyiptom, Mianmar és Ukrajna. Ezek az országok a 2021-es állományuk alapján az első öt helyen álltak. 2021-ben Kínában volt az éves világ házilúd-állományának a 87%-a.

## Története
Ludakat már a legrégibb ókorban tenyésztettek, így például:
- Egyiptomban,
- Görögországban,
- a Római Birodalomban stb.

Az ismert legenda szerint Rómát egy alkalommal a capitoliumi ludak mentették meg, gágogásukkal figyelmeztetve a védőket a lopakodva közeledő ellenségre. Valószínűleg a rómaiak terjesztették el Európa nagy részén, így a Kárpát-medencében is – olyan sikerrel, hogy Germániából rendszeresen nagy lúdcsapatokat hajtottak lábon Rómába.

## Megjelenése, felépítése

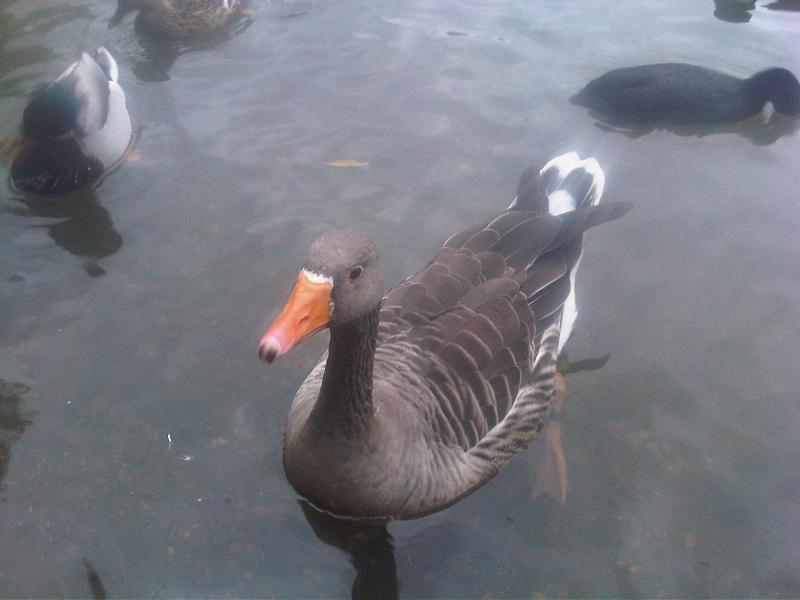
Előszeretettel úszik

Teste jól alkalmazkodik a vízi életmódhoz. Feje és a lába a kacsáéhoz hasonló, de csőre nem olyan lapos, mint a kacsáé, így kevésbé tudja kiszűrni a vízből a természetes táplálékot. Lábujjait úszóhártya köti össze. Csőrén az alsó és a felső káva vége is éles, hogy tőben le tudja csípni a legelő füvét.
Testsúlya fajtától függően 5-14 kg.
Élettartama körülbelül 15-25 év, de ismertek még ennél is idősebb libákat.
Tollazata egyszerű, dús, tömött, a hason és a mellen a fedőtollak alatt sűrű pihetollak nőnek.

## Életmódja
Nem túl jól úszik, nem szeret hosszabb ideig a mély vízben maradni.
A vadlúdtól szigorúan szezonális jellegű tojástermelést örökölt; ezt a nemesítők egyes fajtáknál erősen megváltoztatták, így a háziasított fajták tojóképessége nagyon különböző. A parlagi jellegű fajták kevéssé szaporák. A nemesített fajták egy része (kínai hattyúlúd, kubáni lúd, rajnai lúd, olasz lúd) három hónapos megszakításokkal akár egész évben tojhat. Mivel a lúd viszonylag keveset tojik, a fajták megválasztásakor termékenység fontos szempont.
A növendék ludat először 9–10 hetes korában tépik, ilyenkor már többnyire nehezebb 4 kg-nál. A második tépés ez után 7 héttel esedékes.

## Változatai
Sok országnak megvan a maga parlagi lúdja, amit a tenyésztők más- és másképpen igyekeznek javítani, nemesíteni.
- A magyar parlagi lúd elég nagy testű, fehér vagy szürke tollú madár. A szürke változat egyre ritkább, mert a fehér toll értékesebb.
- A francia toulouse-i lúd jól tojó, tarka tollú madár, amely Dél-Franciaország kedvező klímája alatt igen nagyra nőtt meg: a tojó többnyire 8–10 kg, a gúnár 10–12 kg. Tolla szürke, teste zömök, lábai aránylag rövidek, nagy haslebenye szinte a földet éri, és ettől mozgása nehézkes. Ezt a fajtát használták az emdeni lúd kitenyésztésére. Kiváló májtermelő; nem ritkák az 1 kg-osnál nagyobb májak.
- A landeszi ludat úgy állították elő, hogy a toulouse-i ludak közül kiválogatták a világos tollúakat. Lehet fehér vagy szürke. Nagy testű: a tojók 6–7, a gúnárok 7–8 kg-osak. Jellemző rá a kisebb toroklebeny, a mély tojóhas és haslebeny. Csőre és a lába palaszürke, a szeme barna. Az teszi értékessé, hogy jól hízik és nagy a mája.
- A nagy testű, fehér emdeni ludat az Emden vidékén élt, különlegesen nagy parlagi lúdfajta és a toulouse-i lúd keresztezésével tenyésztették ki. Ennek haslebenye is kettős, nagy, de nem annyira, hogy megnehezítse a lúd járását és a legelést. A gúnár testtömege 14–15 kg, a tojóé 10–12 kg. Az emdeni ludat általánosan használták más parlagi fajták javítására, egyrészt mert nem olyan nehézkes, mint a toulouse-i, másrészt mert edzettebb és könnyebben akklimatizálódik. A magyar parlagi ludak nemesítésére is szép eredménnyel használták.
- Ugyancsak Németországban tenyésztették ki a pomerániai ludat Mecklenburg környékén a helybéli parlagi fajta és az emdeni lúd keresztezésével. Ez a lúd még inkább a hústermelés szolgálatában áll fő erénye a kiváló húsforma, a fejlett mellizomzat. Színe jellegzetesen tarka.
- A rajnai lúd a Felső-Rajna vidékén honos lúd és az emdeni lúd keresztezésének terméke. Szervezete szilárd, az intenzív tartást, takarmányozást meghálálja, ugyanakkor a külterjes tartáshoz is jól alkalmazkodik
- Az olasz lúd nemesítőinek célja a tojóképesség fokozása volt.

Oroszország lúdtenyésztése a világháború előtt nagy szerepet játszott Európa baromfikereskedelmében. Orosz lúdfajta kettő is van:
- a nagy has- és toroklebenyű halmogorszki lúd és
- a hattyúszerűen ívelt nyakú arsamas lúd.